# Oliver Wehner

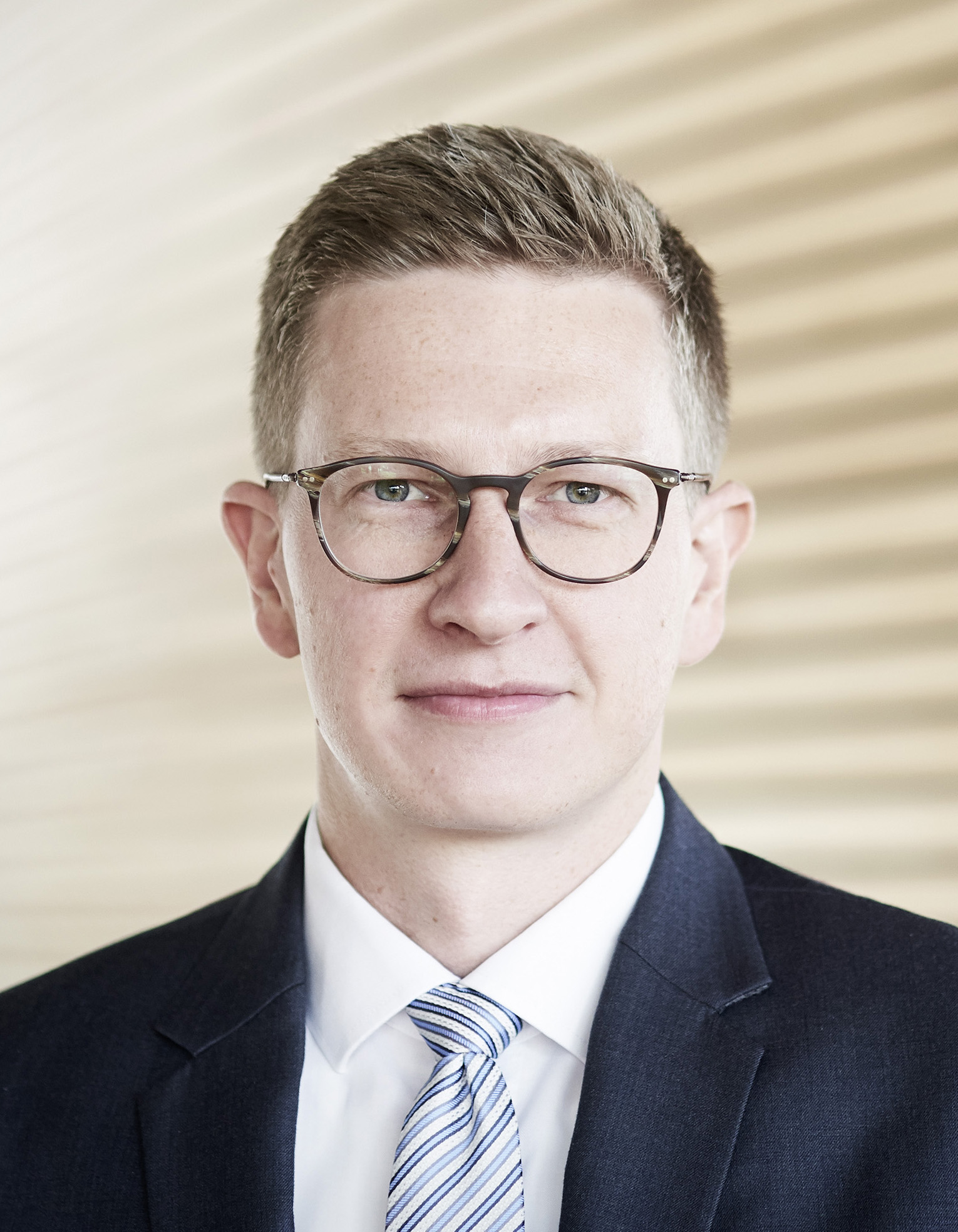
Oliver Wehner (2018)

Oliver Wehner (* 7. Juli 1984 in Pirna) ist ein deutscher Politiker (CDU). Er war zwischen 2009 und 2019 Mitglied des Sächsischen Landtags und dort gesundheitspolitischer Sprecher der CDU-Fraktion. Von 2016 bis 2019 war er Vorsitzender der Enquete-Kommission „Sicherstellung der Versorgung und Weiterentwicklung der Qualität in der Pflege älterer Menschen im Freistaat Sachsen“.

## Leben
Nach dem Abitur 2003 am Johann-Gottfried-Herder Gymnasium in Pirna und dem Zivildienst bei der Johanniter-Unfallhilfe absolvierte Wehner ab 2004 eine dreijährige kaufmännische Berufsausbildung (IHK) bei der Deutschen Beamtenkasse und war anschließend dort als kaufmännischer Angestellter tätig. Ab 2007 studierte Wehner an der Technischen Universität Dresden (TU Dresden) im Hauptfach Politikwissenschaft sowie im Nebenfach Soziologie und schloss das Studium mit dem Titel Bachelor of Arts ab. Weiterhin schloss er mit dem Master of Business Administration (MBA) ein postgraduales generalistisches Management-Studium ab, das alle wesentlichen Managementfunktionen abdeckt.
Nach zehnjähriger Parlamentszugehörigkeit als Abgeordneter wechselte Oliver Wehner 2020 in die Gesundheitswirtschaft. Er übernahm eine Leitungsfunktion bei den Celenus Kliniken. Anschließend wechselte er zum Klinikbetreiber Helios in die Klinikleitung des Herzzentrum Leipzig. Seit September 2023 führt er als Geschäftsführer das Herzzentrum Dresden Universitätsklinik unter Trägerschaft der Sana Kliniken AG.

## Politik
Oliver Wehner trat im Jahr 2005 der Jungen Union als auch der CDU bei. Ab dem Jahr 2006 begleitete er unterschiedliche Vorstandsämter in den Verbänden. Inzwischen führt er als Vorsitzender den CDU-Stadtverband Pirna.
Bei der Landtagswahl 2009 war er Spitzenkandidat der Jungen Union Sachsen & Niederschlesien und gewann das Direktmandat im Wahlkreis Sächsische Schweiz 1 (Wahlkreis 49) mit 36,7 % der Erststimmen. Er wurde Mitglied des Ausschusses Soziales, Gesundheit, Familie, Jugend, Senioren und Verbraucherschutz, im Landesjugendhilfeausschuss sowie im Petitionsausschuss des Sächsischen Landtages.
Darüber hinaus wurde er Mitglied im Untersuchungsausschuss „Abfall-Missstands-Enquete“.
Bei den Kommunalwahlen in Sachsen 2014 wurde Wehner in den Kreistag des Landkreises Sächsische Schweiz-Osterzgebirge gewählt. Als Kreisrat gehört er dem Ausschuss für Soziales an.
Im August 2014 wurde Wehner bei der Landtagswahl im umbenannten Wahlkreis Sächsische Schweiz-Osterzgebirge 3 (Wahlkreis 50) mit 37,3 % der Erststimmen erneut direkt in den Landtag gewählt. Er war stellvertretender Vorsitzender des Ausschusses für Soziales, Gesundheit, Familie, Jugend, Senioren und Verbraucherschutz und gesundheitspolitischer Sprecher der CDU-Fraktion. Darüber hinaus gehörte er weiterhin dem Petitionsausschuss an.
Ab dem 20. Januar 2016 leitete Oliver Wehner als Vorsitzender die für drei Jahre eingesetzte Enquete-Kommission „Sicherstellung der Versorgung und Weiterentwicklung der Qualität in der Pflege älterer Menschen im Freistaat Sachsen“. Als Vorsitzender der Enquete-Kommission plädierte er 2018 für einen allgemeinverbindlichen flächendeckenden Tarifvertrag für alle Pflegekräfte und erhielt auch von Pflegekassen Zuspruch für diesen Vorstoß. Um die finanziellen Eigenanteile der Bewohner in Pflegeheimen zu senken, forderte Wehner 2019 die sächsische Staatsregierung auf, die Einführung eines Pflegewohngeldes zu prüfen. Wehner forderte 2018 eine streng gesteuerten Zu- und Einwanderung für arbeitswillige Menschen im Zuge des erhöhten Fachkräftebedarfs in der Pflegebranche.
Wehner war Mitglied des Parlamentarischen Forums Mittel- und Osteuropa e.V., einer überparteilichen Vereinigung sächsischer Parlamentarier und Verantwortungsträger aus Wirtschaft und Gesellschaft, die eine Zusammenarbeit zwischen sächsischen sowie mittel- und osteuropäischen Akteuren aus Politik und Verwaltung fördert, mit dem Ziel, Wirtschaft, Wissenschaft, Kultur und gesellschaftliche Entwicklungen zu unterstützen.
Politisch wird Wehner dem konservativen Flügel der CDU zugerechnet. Er sprach sich 2018 bei der Wahl zum CDU Bundesvorsitzenden für den konservativ-wirtschaftsliberalen Kandidaten Friedrich Merz aus.
Wehner ist außerdem Vorsitzender des Deutschen Roten Kreuzes (DRK) im Kreisverband Pirna und Aufsichtsratsvorsitzender der Sozialen Dienste gGmbH des DRK.
Im Helios Klinikum Pirna GmbH ist er seit dem Jahr 2014 als Berater im Klinikbeirat tätig.
Oliver Wehner ist verheiratet. Er ist römisch-katholischer Konfession.